# Missé
Missé är en kommun i departementet Deux-Sèvres i regionen Nouvelle-Aquitaine i västra Frankrike. Kommunen ligger i kantonen Thouars 1er Canton som tillhör arrondissementet Bressuire. År 2018 hade Missé 820 invånare.

## Befolkningsutveckling
Antalet invånare i kommunen Missé
| Referens: INSEE |